# Giây
Giây là đơn vị đo lường thời gian.

## Trong hệ đo lường quốc tế
Trong khoa đo lường, giây (viết tắt là s theo chuẩn quốc tế hoặc là gi trong tiếng Việt, còn có ký hiệu là ″) là đơn vị đo thời gian, một trong 7 đơn vị cơ bản trong hệ đo lường quốc tế (SI). Định nghĩa quen thuộc của giây vốn là khoảng thời gian bằng 1/60 của phút, hay 1/3600 của giờ. Định nghĩa chính xác gần đây nhất của Văn phòng Cân đo Quốc tế (Bureau International des Poids et Mesures) vào năm 1998 là:
Khoảng thời gian bằng 9 192 631 770 lần chu kỳ của bức xạ điện từ phát ra bởi nguyên tử Cs133 khi thay đổi trạng thái giữa hai mức năng lượng đáy siêu tinh vi.
Trong vật lý người ta còn sử dụng các đơn vị nhỏ hơn như mili giây (một phần nghìn giây), micrô giây (một phần triệu giây), hay nano giây (một phần tỉ giây)